# باشس
باشس (به چکی: Bašť) یک منطقهٔ مسکونی در جمهوری چک است که در ناحیه پراگ-شرق واقع شده‌است. باشس ۱٬۷۶۳ نفر جمعیت دارد.